# Vila-real
Vila-real (valencianskt uttal: [ˈvila reˈal], spanska: Villarreal [ˌbiʎareˈal]) är en stad och kommun i provinsen Castelló i den autonoma regionen Valencia i östra Spanien. Staden ligger cirka 7,5 kilometer sydväst om Castelló de la Plana. Kommunen har 52 505 invånare (2024), på en yta av 55,04 km².
I området produceras mycket keramik och trämöbler. Vila-real är numera mest känt för sitt fotbollslag, Villarreal CF.